# ماكلاود
ماكلاود مسلسل رسوم متحركة فرنسي أمريكي كندي تم عرضة لأول مره 18 سبتمبر 1994 واستمر حتى 5 يناير 1996 ويتكون من 40 حلقة ويحكي المسلسل قصة بعد ان غرقت الأرض في الظلام والشر وياتي البطل ماكلاود ويحارب الأشرار .

## روابط خارجية
- ماكلاود على موقع IMDb (الإنجليزية)
- ماكلاود على موقع ميتاكريتيك (الإنجليزية)
- ماكلاود على موقع أول موفي (الإنجليزية)
- ماكلاود على موقع فيلمافينيتي (الإسبانية)
- ماكلاود على موقع كينوبويسك (الروسية)
- ماكلاود على موقع ألو سيني (الفرنسية)
- ماكلاود على موقع قاعدة بيانات الفيلم (الإنجليزية)